# Otomops johnstonei
Otomops johnstonei és una espècie de ratpenat de la família dels molòssids que es troba a Indonèsia.